# Resonans (fysik)
 For alternative betydninger, se Resonans. (Se også artikler, som begynder med Resonans)
Resonans opstår, når et system udsættes for en påvirkning med en frekvens, som svarer til systemets egenfrekvens (til tider også kaldet resonansfrekvens eller naturlige frekvens). Derved sættes systemet i svingninger, som kun dæmpes svagt, og der kan ophobes en stor energi i systemet, der kan medføre ekstreme udsving.
For at der kan opstå resonans, må systemet have forskellige fysiske karakteristika, og det studeres blandt andet ved at opstille matematiske modeller for systemets opførsel. Ud over at studere egenfrekvenser har det også interesse at finde, hvor stor dæmpning der er ved de enkelte frekvenser: Jo større dæmpning der er, des hurtigere vil svingninger dø ud.

## Eksempler
Resonans kan være både ønsket og uønsket, som det ses i følgende eksempler:
- Et pendul har en egenfrekvens, som man ønsker at fastholde med stor præcision. Desuden er man interesseret i en lav dæmpning, for at pendulet skal svinge så længe og så let som muligt. Det samme forhold gælder en streng på et musikinstrument.
- En bil med fjedrende hjulophæng er et system, som har en egenfrekvens, og når den bliver anslået, vil svingningerne forringe bilens køreegenskaber. Man kan ikke fjerne egenfrekvensen, som er en følge af de fysiske love, når en masse holdes af en fjeder, men i stedet introducerer man en stor dæmpning ved hjælp af støddæmpere.
- Hvis en prismatisk bjælke påvirkes med tværsvingninger, svarende til dennes egenfrekvens, vil den udbøje som en søjle under tryk.
- Resonans i bygninger er nogle gange uundgåelige, og de kan være vanskelige at styre, og ubehagelige for bygningens beboere. I værste fald kan udæmpede svingninger ødelægge en konstruktion, som det skete i 1940 for Tacoma Narrows-broen i Washington, USA.
- Akustisk resonans udnyttes f.eks. i orgelpiber og fløjter, og den opstår, når lydens bølgelængde passer med størrelsen af instruments resonansrør; det giver en såkaldt "stående bølge".
- Brugen af elektrisk resonans er meget udbredt indenfor elektronikken, og her udnyttes fænomenet til både filtre og oscillatorer.
- Planeter og måner kan kredse i resonans med hinanden, således Pluto og Neptun i 2:3 resonans, Jupiters måner Ganymedes, Europa og Io i 1:2:4 resonans, mange andre smålegemer i solsystemet (jf. diagrammet) og exoplanetsystemet TOI-178 i 3:4:6:9:18 resonans.[1]

## Matematikken bag egenfrekvenser
Der findes forskellige matematiske hjælpemidler, som bruges til at analysere resonanser. De har forskellige indgangsvinkler til problemet, men baggrunden, og den mest basale analyse, får man ved at beskrive systemet ved hjælp af differentialligninger. I praksis omformer man ofte problemet til en beskrivelse med overføringsfunktioner, som har nogle praktiske fordele ved regning på lineære systemer.
Det typiske træk ved systemer, der udviser resonans er, at det er "2.-ordenssystemer", hvilket betyder, at de kan beskrives ved 2.-ordens differentialligninger. I et mekanisk system sker det f.eks. når en acceleration af et objekt er proportional med, hvor langt objektet har flyttet sig fra hvilepositionen. Det er grundmekanismen i et pendul, hvor kraften mod centrum bliver stærkere, efterhånden som pendulet svinger længere ud.
Den elektriske resonans bygger oftest på kondensatorer og spoler, hvor sammenhængen mellem strømme og spændinger beskrives ved forskellige 1.-ordens diffentialligninger, og ved sammenbygning af flere af sådanne komponenter kan man få elektriske systemer, der har resonanssvingninger.